# Église Saint-Marc de Versailles
La St. Mark's Church (église Saint-Marc) est une église anglicane, dédiée à Saint Marc l'Évangéliste, à Versailles en France, près de Paris. Elle est rattachée au diocèse anglican de Gibraltar.

## Histoire
On pense que l'origine de l'église anglicane de Versailles remonte à l'achat d'un lopin de terre en 1710 par l'ambassadeur britannique de l'époque, à la cour de Louis XIV. Toutefois, il n'existe aucun document attestant de cette hypothèse. La première trace documentaire que nous connaissons date de 1814 et concerne les funérailles d'un soldat britannique qui est mort à l'hôpital, juste avant la bataille de Waterloo. Il s'agit du premier événement faisant l’objet d’une mention dans le registre le plus ancien, un peu brûlé, sauvé par un autre soldat, d’un incendie en 1911, qui a détruit ce qui a été décrit comme « l'ancienne église en fer » dans la rue du Peintre Le Brun. 
Entre 1825 et 1859 l'église a loué l'église réformée de la rue Hoche. En 1860, la construction d'un nouvel édifice pour la St Mark’s Church (église Saint-Marc), fait de « bois et de fer », qui est apparemment l'ancienne église en fer détruite dans l'incendie de 1911, a été inauguré.

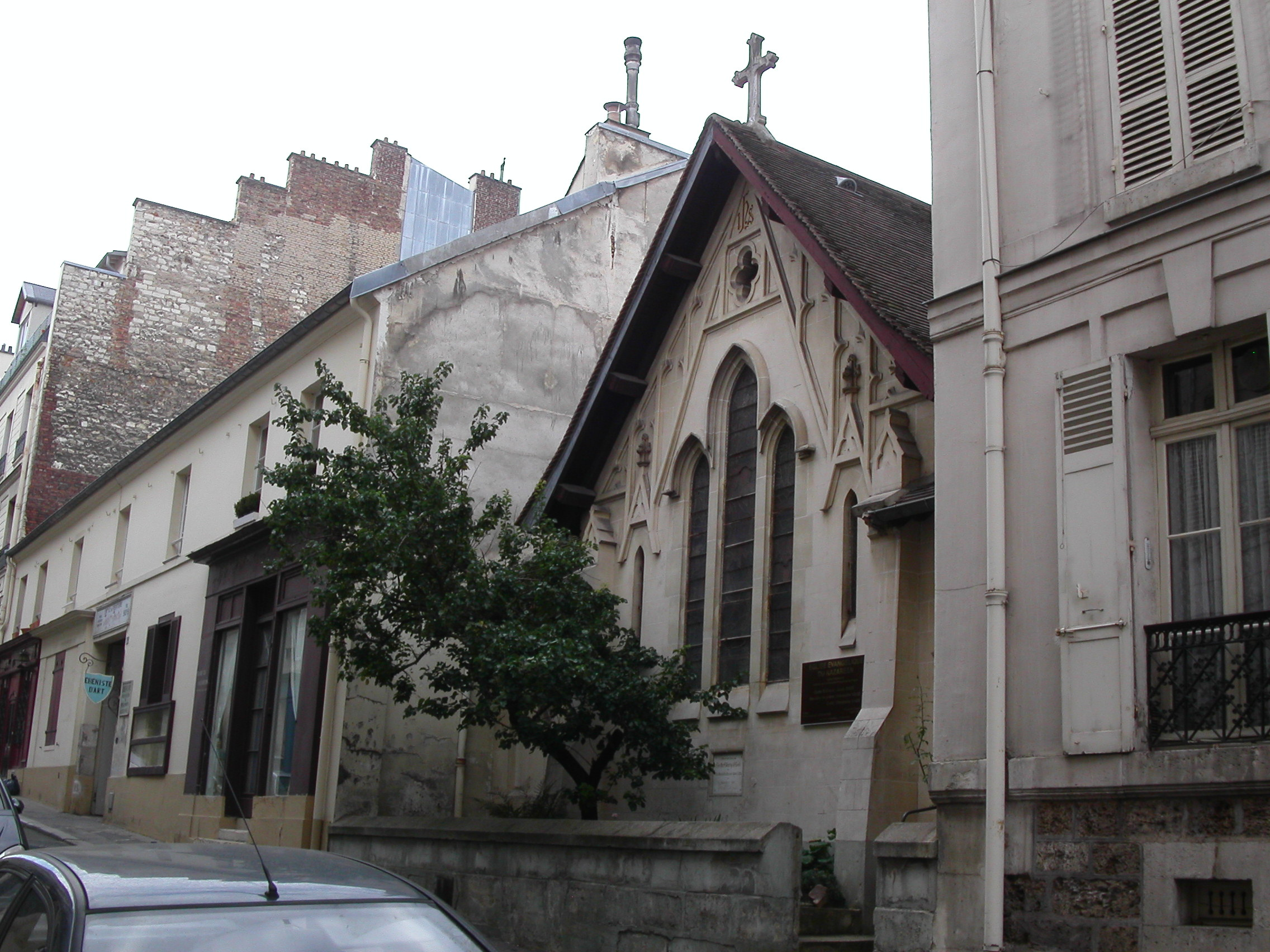
Ancienne église St Mark's, construite en 1912, rue du Peintre Le Brun.

La toute petite église a été reconstruite en 1912 sur le même site, et a rouvert le 21 novembre. Elle existe encore, désormais occupée par l'Église protestante du Nazaréen.
Depuis l'époque du prêtre anglican, le Révérend G. B. Vivian Evans, qui a reconstruit l'église, celle-ci a été desservie par une succession de prêtres et la communauté de fidèles a augmenté progressivement. Dans les années 1970, l'ancienne église St Mark’s ne pouvait plus faire face à un nombre croissant de fidèles. Ainsi, en accord avec l'évêque (catholique) du diocèse de Versailles, l'église a pu utiliser la grande chapelle du lycée privé Notre-Dame du Grandchamp, rue Royale, dans le quartier Saint-Louis de Versailles. La chapelle du lycée a servi de lieu de culte pour cette paroisse anglicane jusqu'au milieu des années 1980.
En 1985, à l’époque du prêtre anglican, le Rev. Jonathan Wilmot, une grande parcelle de terrain a été achetée, avec une vieille maison, au 31 rue du Pont Colbert à la périphérie de Versailles dans le quartier de Porchefontaine ; l'ancienne église a été vendue à l'Église protestante du Nazaréen. Initialement, une petite chapelle a été mise en place dans les écuries, tandis qu'un plan de construction en plusieurs étapes a été mis en œuvre, pour construire une église sur le site du Pont Colbert. La première étape, comprenant une salle de culte de 150 places et deux salles de catéchisme, a été achevée en 1993, à l’époque de David et Angela Marshall. La deuxième étape a été achevée en 1998, lorsque le foyer, la sacristie, une salle de réunion, une cuisine et des toilettes ont été ajoutés, et l'ensemble a été relié au bureau et à la chapelle dans l'écurie.
À l’issue de la troisième étape de cette construction en plusieurs étapes, grâce au projet Reach piloté par le pasteur Paul Kenchington, une grande salle de culte pour 250 fidèles a été inaugurée le 13 mai 2012. L’ancienne salle de culte, se trouvant désormais au rez-de jardin, aura vocation à servir les activités de groupe, comme le catéchisme.
Il existe aussi une église fille de Saint-Marc achevée en 1984, l'église anglicane Saint-Paul de Gif-sur-Yvette, quartier de Chevry,.